# 코무즈

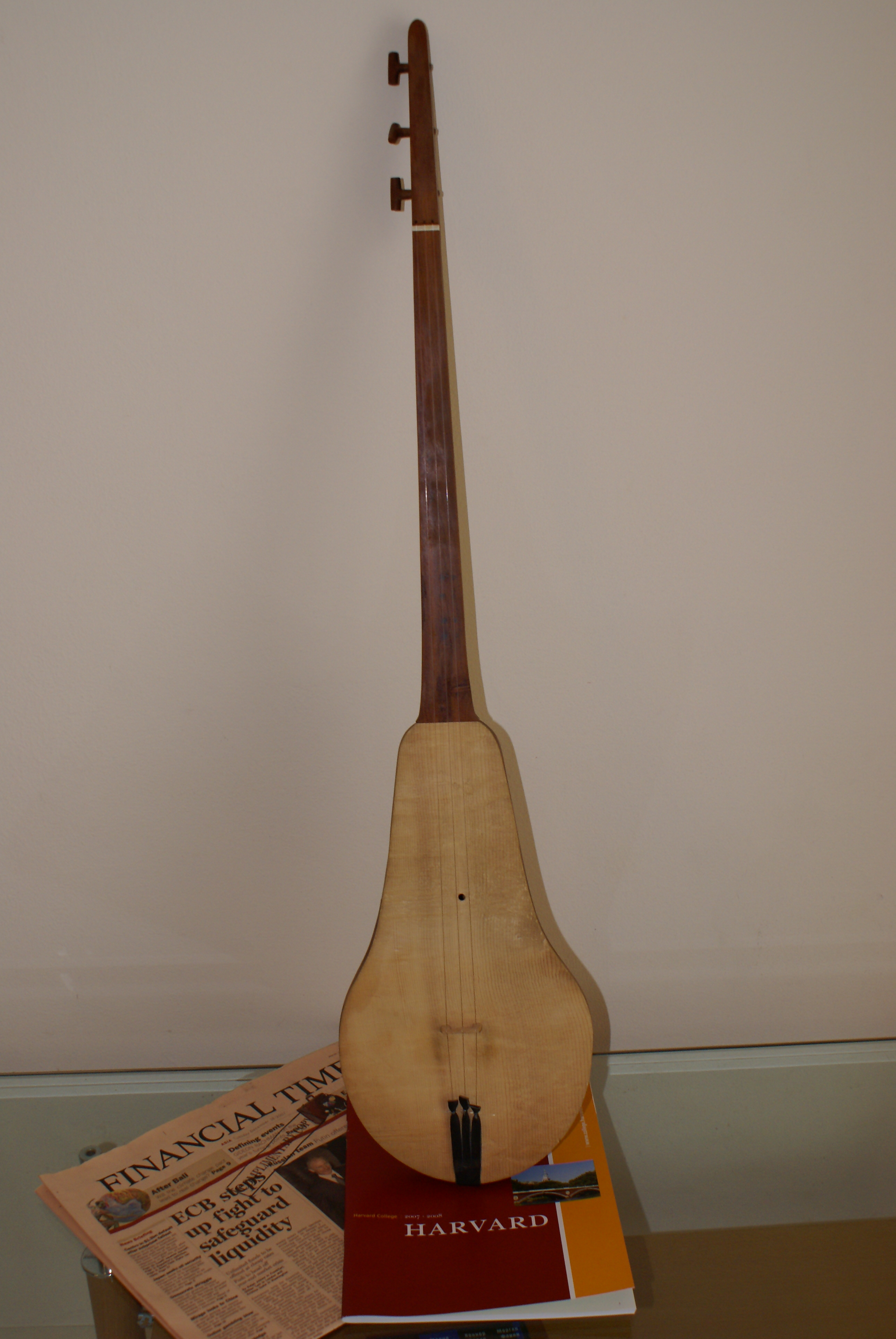
코무즈

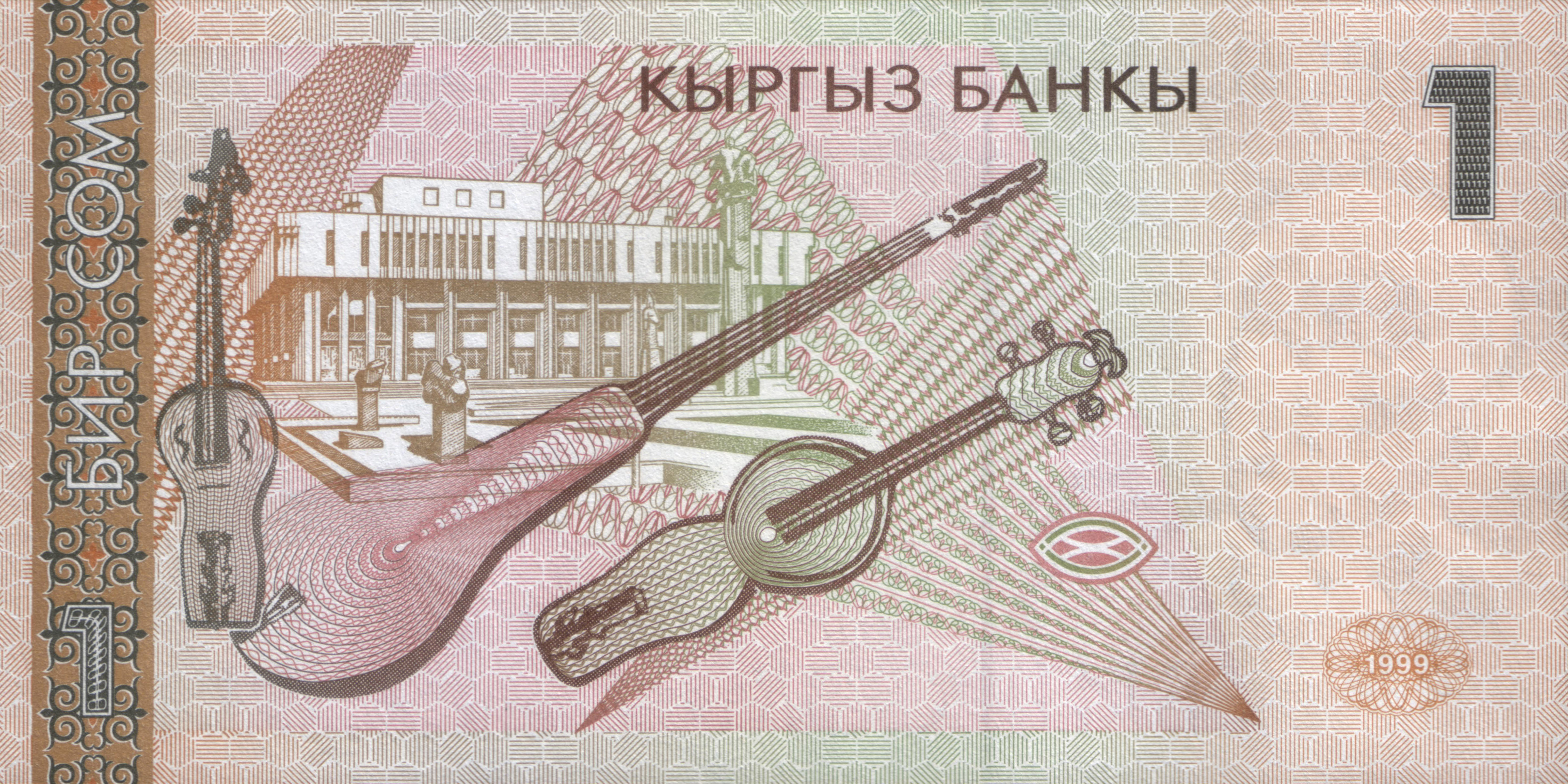
코무즈가 그려진 키르기스스탄 1솜 지폐

코무즈(키르기스어: комуз)는 중앙아시아의 전통 현악기로 터키에서 중국에 이르는 튀르크족들에게서 찾아볼 수 있다. 줄은 3개가 있다.

## 같이 보기
- 류트
- 구슬라
- 라바브
- 코비즈